# Maryna Waśko
Maryna Wiktarauna Waśko (biał. Марына Віктараўна Васько, ros. Марина Викторовна Васько, Marina Wiktorowna Waśko; ur. 1 maja 1975 w Brześciu) – białoruska polityczka. Członkini Izby Reprezentantów Zgromadzenia Narodowego Republiki Białorusi.

## Życiorys
Waśko urodziła się 1 maja 1975 w Brześciu (ówcześnie w Białoruskiej Socjalistycznej Republice Radzieckiej).

### Edukacja i kariera zawodowa
Ukończyła liceum w Brześciu. W 1997 roku ukończyła z wyróżnieniem studia z białorutenistyki na Brzeskim Uniwersytecie Państwowym im. Aleksandra Puszkina. Pracowała jako nauczycielka języka białoruskiego, a później jako wicedyrektorka gimnazjum w Brześciu.

### Działalność polityczna
Z powodzeniem kandydowała w wyborach parlamentarnych na Białorusi w 2019 roku. Zdobyła mandat w okręgu wyborczym numer 2 w Brześciu. Zdobyła 21 878 głosów z 37 097 oddanych. W Izbie Reprezentantów Zgromadzenia Narodowego Republiki Białorusi zasiadła w Komisji ds. edukacji, kultury i nauki.